# Filipe (irmão de Pérdicas II da Macedónia)
Filipe, cognominado "o Ousado", foi um filho de Alexandre I da Macedónia e irmão de Pérdicas II da Macedónia. Possivelmente ele foi o avô de Filipe, o conquistador da Grécia, e o bisavô de Alexandre, o Grande.
Seu pai foi Alexandre, cognominado "o Rico", que havia assassinado embaixadores persas enviados a seu pai, Amintas, durante as Guerras Médicas. Ele reinou por 43 anos e teve três filhos, Pérdicas, Alcetas e Filipe. William Berry, que o chama de Filipe, o Ousado, e considera que ele é idêntico a Meleago, inclui um outro Amintas como filho de Alexandre.
Filipe, irmão de Pérdicas, e Derdas se aliaram aos atenienses para lutar contra Pérdicas. Pérdicas foi o filho  e sucessor de Alexandre I.
Com isto, Pérdicas procurou a aliança dos lacedemônios.
Filipe, filho de Alexandre, escapou dos massacres feitos por Arquelau, filho bastardo de seu irmão Pérdicas, que assassinou o próprio meio-irmão, o tio Alcetas e o primo Alexandre. Filipe teve um filho, chamado Amintas.
Durante a guerra entre Sitalces, filho de Teres, rei odrísio, contra Pérdicas, filho de Alexandre, rei da Macedónia, Sitalces trouxe Amintas, filho de Filipe, com intensão de torná-lo rei da Macedônia. William Smith e William Berry chamam este Amintas de Amintas II, idêntico ao pai de Filipe II da Macedónia.